# Georges Jeannin
Pour les articles homonymes, voir Jeannin.
Joseph Georges Jeannin, né à Paris le 24 août 1841 et mort le 10 décembre 1925 dans le 17e arrondissement de la même ville, est un peintre français.
Il est spécialisé dans les compositions florales.

## Biographie
Fils d'un vérificateur de bâtiments, Georges Jeannin fut l'élève de Victor Vincelet. Il débuta au Salon de 1868 et y exposa ensuite avec régularité. Il y obtint une mention honorable dès 1876, une médaille de 3e classe en 1878 et une médaille de 2e classe en 1888. Il fut également distingué par une médaille de bronze à l'occasion de l'Exposition universelle de 1889, puis par une autre lors de l'Exposition universelle de 1900, toutes deux à Paris. La Légion d'honneur lui fut décernée en 1903.
Spécialiste reconnu de la peinture de fleurs, ce maître des natures mortes était particulièrement renommé pour son talent à représenter les roses.
Il réalisa aussi conjointement avec Achille Cesbron la décoration du salon du Passage de l'hôtel de ville de Paris.
Admis au sein de la Société des artistes français en 1878, membre de la Société nationale d'horticulture de France, il en préside la section des Beaux-Arts de la création de celle-ci en 1898 jusqu'à sa mort.
Il fut également professeur à l'Académie des Beaux-Arts de la Fleur[Où ?].

## Œuvres dans les collections publiques
- Béziers, musée des Beaux-Arts.
- Cambrai, musée de Cambrai.
- Dijon, musée Magnin :Fleurs et fruits.
- Épinal, musée départemental d'art ancien et contemporain.
- La Hague[Où ?].
- Mulhouse, musée des Beaux-Arts.
- Paris :
  - musée d'Orsay : Pivoines, huile sur toile[1].
  - Petit Palais.
- Rochefort, musée Hèbre de Saint-Clément.
- Rouen, musée des Beaux-Arts : Fleurs.
- Valenciennes, musée des Beaux-Arts : Nature morte aux pommes et poires.
- localisation inconnue :
  - Charretée de fleurs, 1879, achat de l'État, anciennement à Paris au musée du Luxembourg ;
  - L'embarquement de fleurs, vers 1880, achat de l'État, anciennement à la mairie de Combourg, œuvre volée en 1995[2].
  - Un jour de fête, achat de la Ville de Paris en 1882, anciennement dans le salon du préfet de la Seine.

### Source
- Dossier de Légion d'honneur de Georges Jeannin sur la base Léonore.